# Diocesi di Arabisso
La diocesi di Arabisso (in latino Dioecesis Arabissena) è una sede soppressa del patriarcato di Costantinopoli e sede titolare della Chiesa cattolica.

## Storia
Arabisso, identificabile con Afşin (già Yarpuz), nel distretto omonimo, in Turchia, è un'antica sede episcopale della provincia romana dell'Armenia Seconda nella diocesi civile del Ponto. Faceva parte del patriarcato di Costantinopoli ed era suffraganea dell'arcidiocesi di Melitene.
La diocesi è documentata nelle Notitiae episcopatuum del patriarcato fino al XII secolo.
Cinque sono i vescovi noti di questa diocesi. Otreio prese parte al primo concilio di Costantinopoli nel 381 ed è menzionato in una lettera di san Giovanni Crisostomo. Adolio si fece rappresentare al concilio di Calcedonia nel 451 dal corepiscopo Adelfio, che divenne a sua volta vescovo di Arabisso e sottoscrisse nel 458 la lettera dei vescovi dell'Armenia Seconda all'imperatore Leone dopo la morte di Proterio di Alessandria. Il vescovo Leonzio è menzionato, senza una data precisa, nella biblioteca di Fozio di Costantinopoli, come autore di due scritti, uno sulla creazione e un altro su Lazzaro. Infine Giorgio era presente al concilio detto in Trullo nel 692.
Dal XIX secolo Arabisso è annoverata tra le sedi vescovili titolari della Chiesa cattolica; la sede è vacante dal 27 aprile 1973.

## Cronotassi

### Vescovi greci
- Otreio † (menzionato nel 381)
- Adolio † (menzionato nel 451)
- Adelfio † (menzionato nel 458)
- Leonzio †
- Giorgio † (menzionato nel 692)

### Vescovi titolari
- Placide Louis Chapelle † (21 agosto 1891 - 10 maggio 1893 nominato arcivescovo coadiutore di Santa Fe e arcivescovo titolare di Sebastea)
- Guglielmo Stagno d'Alcontres † (12 giugno 1893 - 1904 deceduto)
- Manuel Segundo Ballón Manrique † (11 agosto 1909 - 21 agosto 1923 deceduto)
- Stephen Peter Alencastre, SS.CC. † (29 aprile 1924 - 9 novembre 1940 deceduto)
- Albert Breton, M.E.P. † (12 maggio 1941 - 12 agosto 1954 deceduto)
- Peter Francis Rayappa † (20 settembre 1954 - 27 aprile 1973 deceduto)